# Bronzekiebitz
Der Bronzekiebitz (Vanellus chilensis) ist mit einer Körperlänge von 37–38 Zentimetern ein sehr großer Vertreter der Familie der Regenpfeifer.

## Aussehen

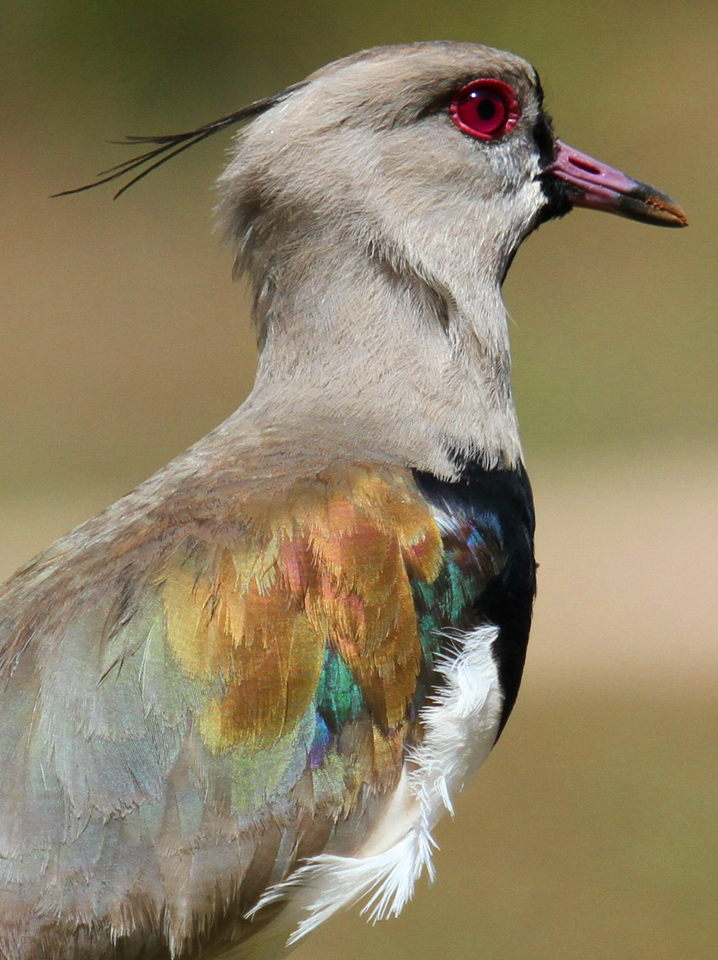
Kopf und Brust des Bronzekiebitzes

Diese Vögel haben ein graues Kopfgefieder, der Rücken ist grau, grün oder braun gehalten. Der Bauch ist weiß, die Brust, der Schwanz und die Federn der Kopfhaube sind schwarz gefärbt. Der Schnabel und die Beine sind rot. Auffällig sind die beiden Sporne an den Flügeln, die ein Überbleibsel der Daumenkralle darstellen. Charakteristisch sind des Weiteren der lange schwarze Streifen am Kopf bis zur Brust und die braunen Stellen an den Schultern. Die Flügel sind an der Oberseite grau und unten weiß und an den Flügelspitzen schwarz. Der Bereich um die Augen ist rötlich.

## Verbreitung und Lebensraum

Verbreitungsgebiet (grün) des Bronzekiebitz

Die Art kommt in weiten Teilen Südamerikas – und in jüngerer Zeit auch zunehmend bis Mittelamerika – vornehmlich in Savannen, Feuchtwiesen und Lagunengebieten vor, hat sich mittlerweile aber auch auf landwirtschaftlich genutzten und bewohnten Flächen verbreitet und dringt teils sogar bis in die Innenstädte vor.

## Lebensweise
Die Tiere ziehen das ganze Jahr in kleinen bis mittelgroßen Gruppen auf der Suche nach Würmern, Insekten und deren Larven durch die Landschaft. Sie sind laut und schreckhaft und stoßen beim kleinsten Anzeichen von Gefahr einen grellen Warnruf aus. Bei Störungen fliegen sie auf und kreisen über längere Zeit kreischend über ihrem Futterplatz. Sie sind sowohl tagsüber wie auch bei Dunkelheit aktiv.

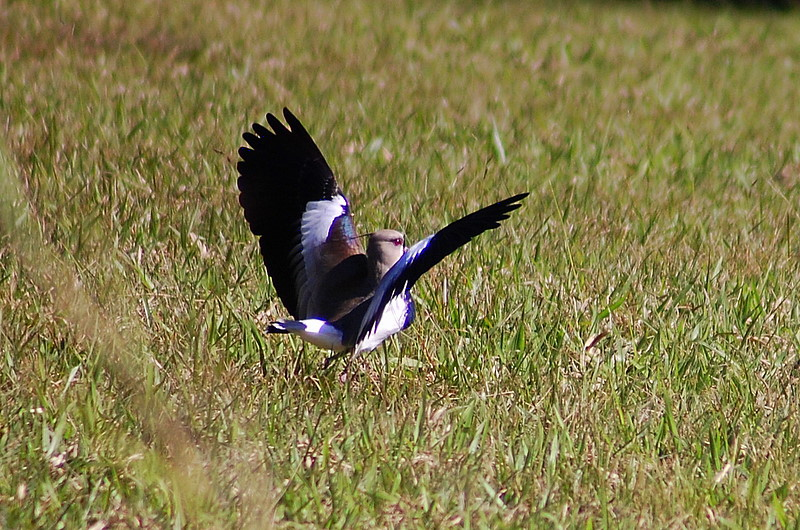
Bronzekiebitz beim Start
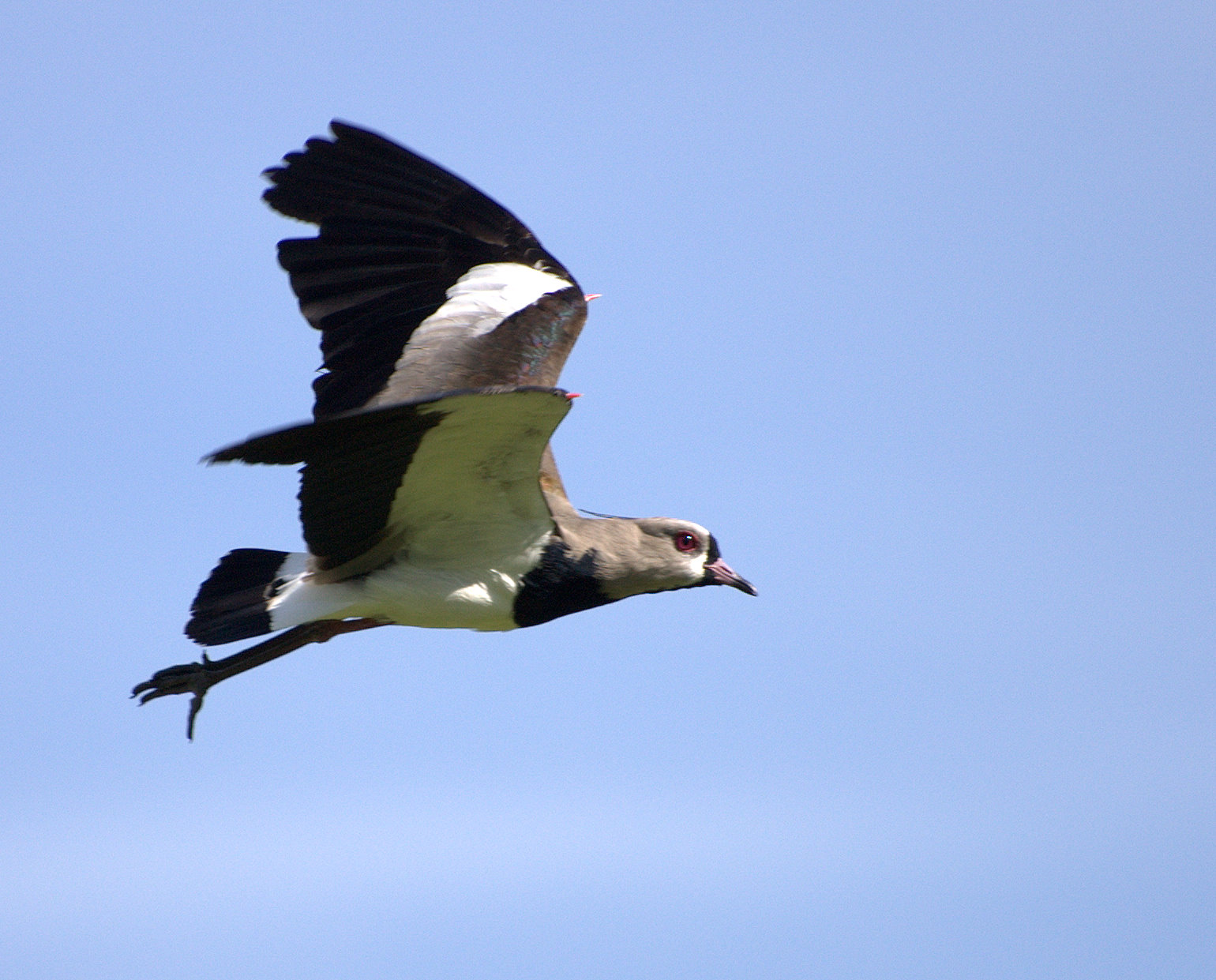
Bronzekiebitz im Flug
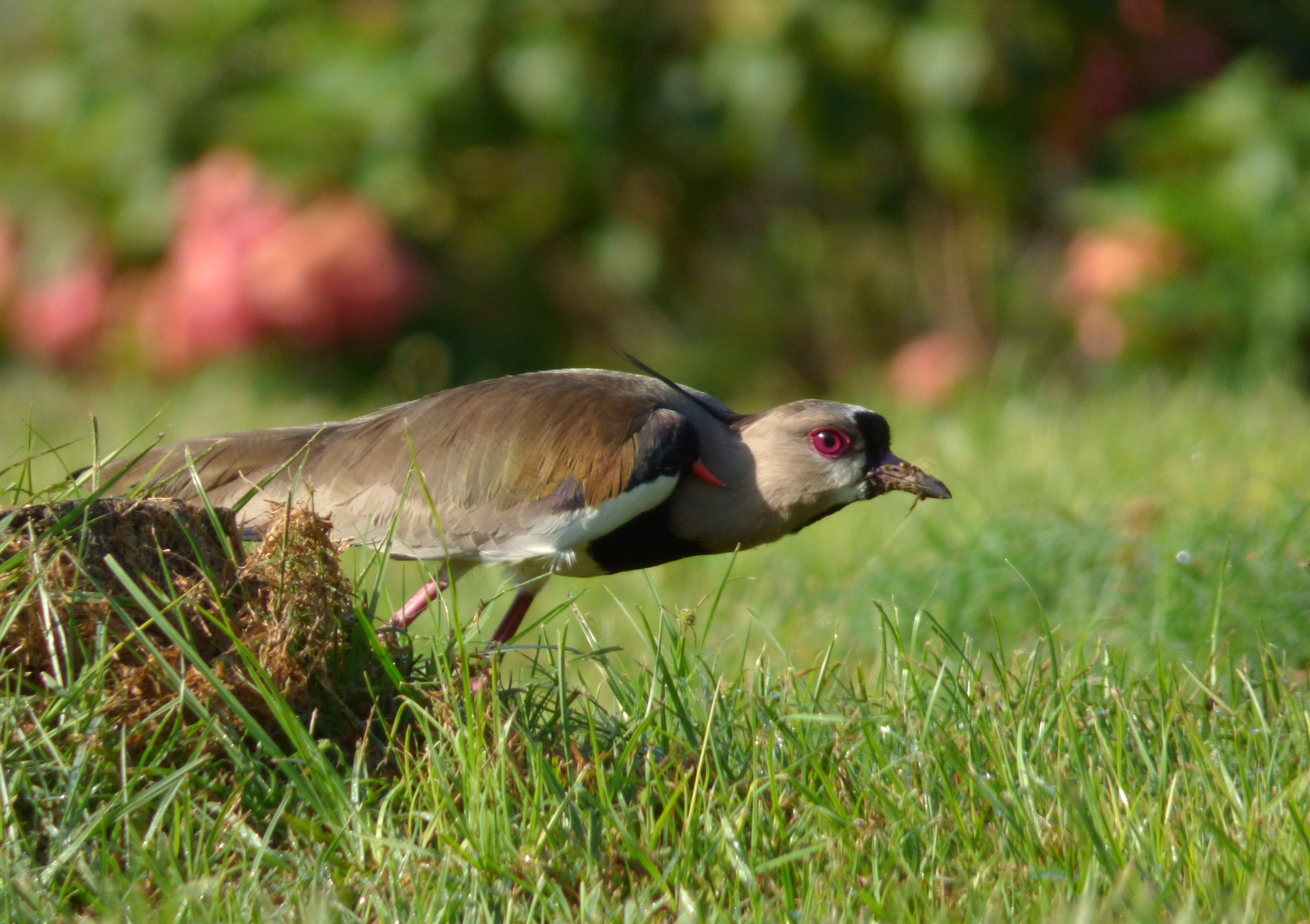
Bronzekiebitz im Gras

## Fortpflanzung
Ihre bräunlichen Eier, meist vier Stück, legen sie in flache Erdmulden. Die Brutdauer beträgt 18 bis 38 Tage. Bei der Brut verteidigen sie ihr Nest sehr aggressiv gegen jegliche Störung. Die Jungen verlassen sofort nach dem Schlupf das Nest und werden von beiden Eltern noch bis zu einem Monat lang versorgt.

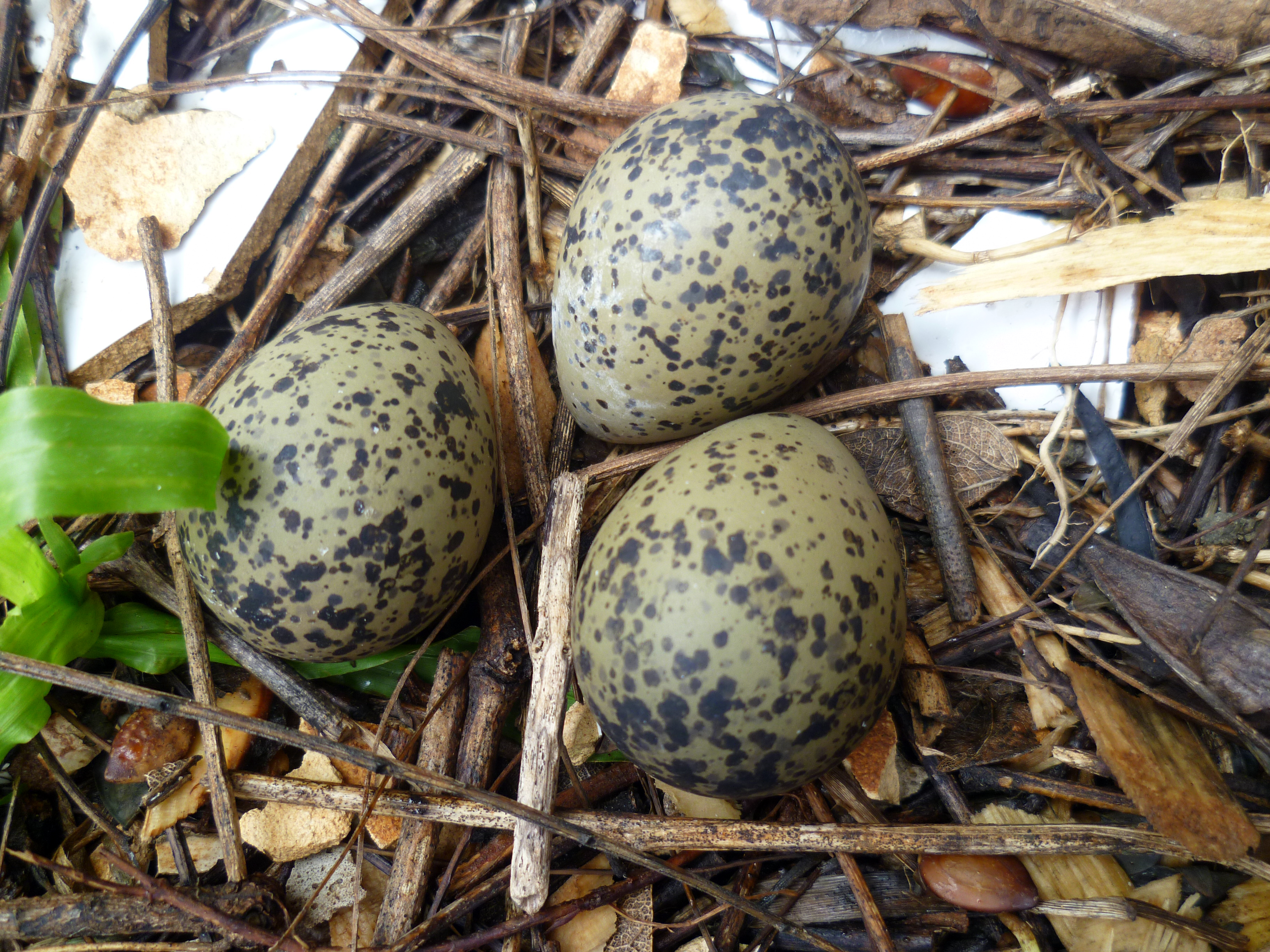
Eier des Bronzekiebitzes
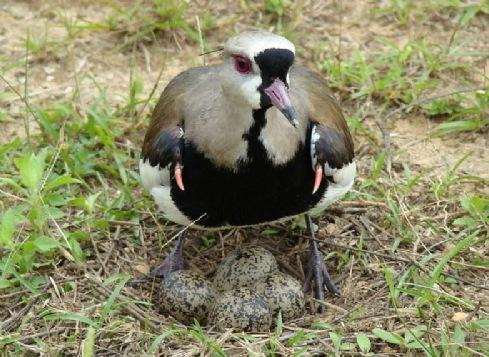
Brütender Bronzekiebitz
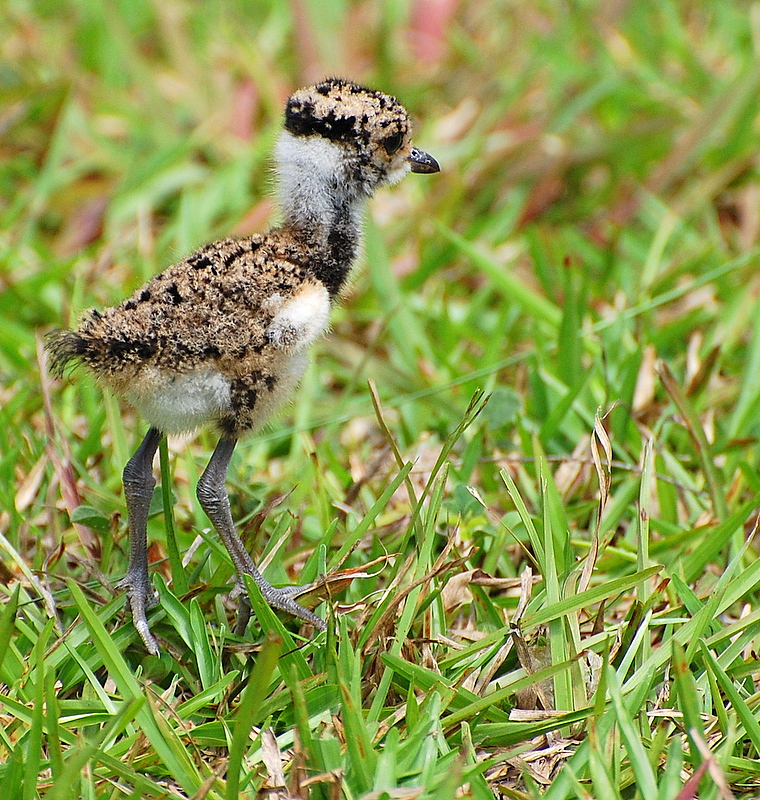
Küken des Bronzekiebitzes
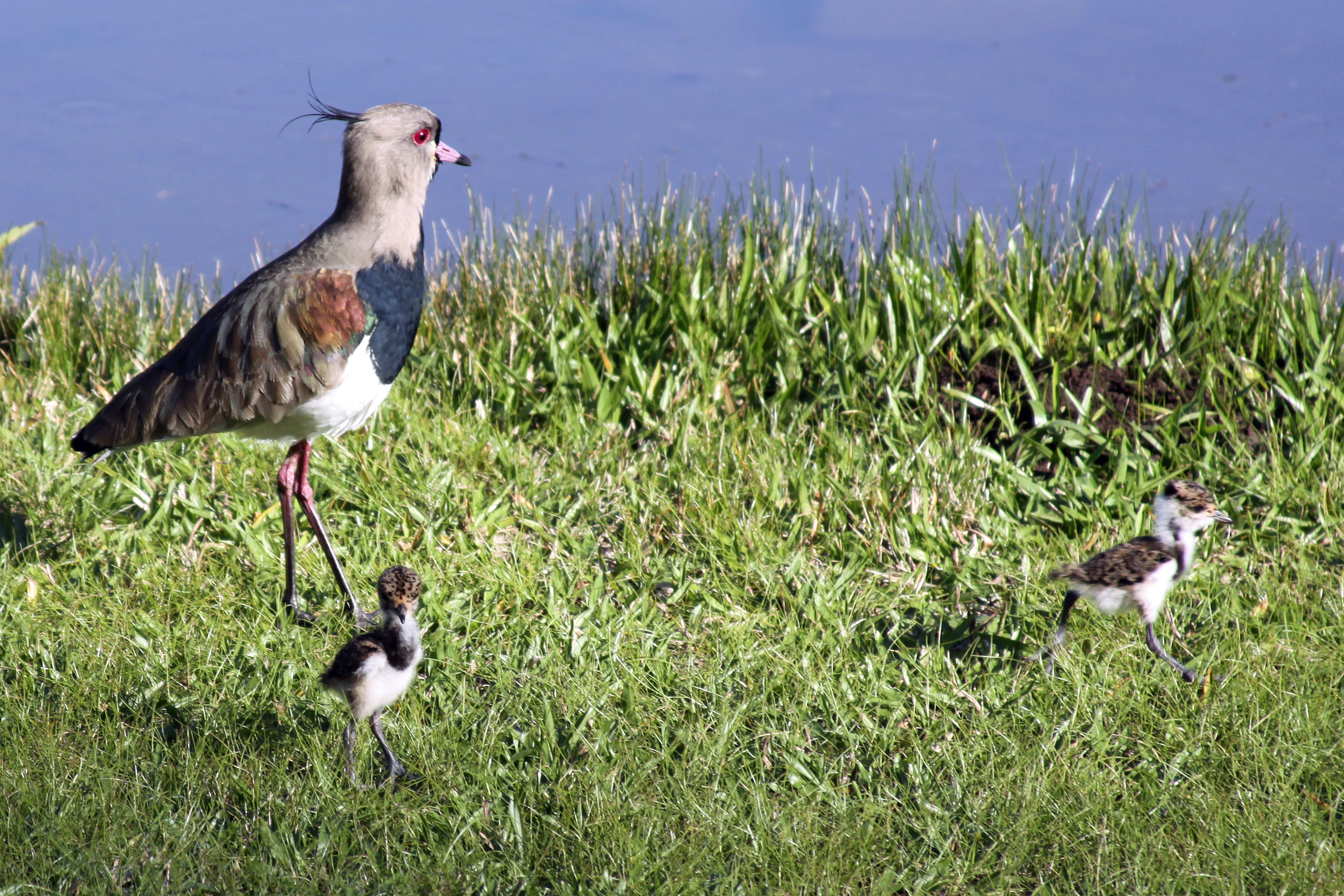
Erwachsener Bronzekiebitz mit Küken

## Gefährdung
Aufgrund ihrer weiten Verbreitung und der Tatsache, dass für diese Art keinerlei Gefährdungen bekannt sind, stuft die IUCN diese Art als nicht gefährdet ein (Least Concern).

## Unterarten
Es sind folgende Unterarten bekannt:
- Vanellus chilensis cayennensis (Gmelin, JF, 1789)[2] kommt von Nicaragua über das nördliche Südamerika nördlich des Amazonas und dem nördlichen Amazonas-Regenwald vor.
- Vanellus chilensis lampronotus (Wagler, 1827)[3] ist verbreitet vom Amazonas im zentralen östlichen Brasilien bis ins nördliche Chile und nördliche Argentinien verbreitet.
- Vanellus chilensis fretensis (Brodkorb, 1934)[4] kommt vom südlichen Chile und südlichen Argentinien bis Kap Hoorn vor.
- Vanellus chilensis chilensis (Molina, 1782)[5] ist im zentralen Chile und westlichen zentralen Argentinien verbreitet.

## Etymologie und Forschungsgeschichte
Die Erstbeschreibung des Bronzekiebitzes erfolgte 1782 durch Juan Ignacio Molina unter dem wissenschaftlichen Namen Hamatopus palliatus. Als Verbreitungsgebiet gab er Chile an. 1760 führte Mathurin-Jacques Brisson die neue Gattung Vanellus ein. Dieser Name hat seinen Ursprung in lateinisch vanellus, vannus ‚Kiebitz, schwingender Fächer‘. Der Artname chilensis bezieht sich auf das Land Chile. Cayennensis hat mit Cayenne ebenfalls einen Bezug auf das Verbreitungsgebiet. Lampronotus ist ein Wortgebilde aus λαμπρος lampros, deutsch ‚hell‘ und -νωτος, νωτον -nōtos, nōton, deutsch ‚-rückig, Rücken‘. Fretensis leitet sich von lateinisch fretensis, fretum ‚von der Meerenge, Meerenge, Klang‘ ab. Alfred Laubmann hatte für sein Werk Die Vögel von Paraguay acht Bälge, gesammelt durch Eugen Josef Robert Schuhmacher (1906–1973), Michael Mathias Kiefer (1902–1980) und Hans Krieg (1888–1970) in Zanja Moroti, Puerto Casado, Nueva Germania und dem Bergland des Río Apa, zur Verfügung. Außerdem sah er die Art in Ytanu durch John James Dalgleish, am Río Pilcomayo, in Waikthlatingmayalwa im Gran Chaco in Concepción durch John Graham Kerr und in Sapucay durch Charles Chubb, oft nachgewiesen in der Literatur. Zusätzlich erwähnte Laubmann Aguapeazó del terutero ó tetéu von Félix de Azara als Nachweis für das Land. Laubmann selbst nannte die Unterart Belonopterus cayennensis lampronotus als verbreitet in Paraguay. Außerdem erwähnte er Vanellus occidentalis Harting, 1874, heute ein Synonym zur Nominatform. Weiter Synonyme sind Vanellus grisescens Pražák, 1896, Belonopterus cayennensis molina Lowe, 1921 und Belonopterus cayennensis intermedius Sztolcman, 1926.

## Sonstiges
Der Bronzekiebitz ist Nationalvogel Uruguays und wird dort Tero genannt. Er ist auch Symbol der uruguayischen Rugby-Nationalmannschaft Los Teros.